# Luigi Comencini
Luigi Comencini (Salò, 8 de junho de 1916 — Roma, 6 de abril de 2007) foi um realizador de cinema italiano.

## Vida
Nascido na província de Bréscia, durante a sua carreira, que conta com mais de quarenta filmes, dirigiu os mais importantes actores italianos da época como Vittorio de Sica, Gina Lollobrigida, Alberto Sordi, Nino Manfredi, Marcello Mastroianni, Enrico Maria Salerno, Ugo Tognazzi e Claudia Cardinale.
Comencini deve a sua fama internacional sobretudo à comédia Pane, amore e fantasia (Pão, Amor e Fantasia) (1953), interpretado por Vittorio de Sica e Gina Lollobrigida, que ganhou o Urso de Prata no Festival de Berlim.
Em 1974, o seu filme "Delitto d´amore" representou a Itália no Festival de Cannes e, em 1986, realizou "Un ragazzo di Calabria", que foi apresentado a concurso no Festival de Veneza em 1987, numa edição em que Comencini recebeu o Leão de Ouro pela sua carreira de realizador.

## Filmografia
- Marcellino (1991) - br: Marcelino, Pão e Vinho
- Buon Natale... Buon anno (1989)
- Bohème, La (1988)
- Un ragazzo di Calabria (1987) - pt: O Rapaz da Calábria
- La Storia (1986) (TV)
- Cuore (1984) (TV)
- Cercasi Gesù (1982)
- Voltati Eugenio (1980) - pt: Eugénio
- L'ingorgo - Una storia impossibile (1979) - pt: O grande engarrafamento
- Signore e signori, buonanotte (1978)
- Il gatto (1978) - pt: Aqui há gato!
- Basta che non si sappia in giro!... (1976) (episódio "L'Equivoco")
- La donna della domenica (1976)
- Quelle strane occasioni (1976) (episódio "L'Ascensore")
- Delitto d'amore (1974) - pt: Delito de amor
- Mio Dio come sono caduta in basso! (1974) - pt: Meu Deus, ao que eu cheguei! / br: Pecado à Italiana
- Lo Scopone scientifico (1972) - pt: O jogo da fortuna e do azar
- Le avventure di Pinocchio (1972) (mini-série TV)
- Infanzia, vocazione e prime esperienze di Giacomo Casanova, veneziano (1969)
- Senza sapere niente di lei (1969)
- Italian Secret Service (1968)
- Incompreso (1966)
- Il Compagno Don Camillo (1965)
- La bugiarda (1965)
- Le bambole (1965) (episódio "Il Trattato di Eugenetica")
- La mia signora (1964) (episódio "Eritrea")
- Tre notti d'amore (1964) (episódio "Fatebenefratelli")
- La ragazza di Bube (1963) - pt: A rapariga de Bube
- Il commissario (1962)
- A cavallo della tigre (1961)
- Tutti a casa (1960)
- E questo, lunedì mattina (1959)
- Le sorprese dell'amore (1959)
- Mogli pericolose (1958)
- Mariti in città (1957)
- La finestra sul Luna Park (1956)
- La bella di Roma (1955)
- Pane, amore e fantasia (1953) - br: Pão, amor e fantasia
- La tratta delle bianche (1953)
- La valigia dei sogni (1953)
- Heidi (1952)
- L'ospedale del delitto (1950)
- Persiane chiuse (1950)
- L'imperatore di Capri (1949)
- Proibito rubare (1948)
- Bambini in città (1946)
- La novelletta (1937)